# Паслін
Паслі́н (Solanum L.) — рід рослин родини пасльонових (Solanaceae). Містить понад 1200 видів рослин, що зростають на всіх континентах і на багатьох островах за винятком субарктичних і арктичних.
Багаторічні, рідше однолітні трави, напівчагарники або чагарники, іноді й невеликі дерева. Вони часто мають привабливі плоди та квітки. Більшість із них є отруйними, але багато які мають їстівні плоди, листи, або коріння, також рід включає деякі сільськогосподарські види, у тому числі три основні продовольчі культури:
- Помідори, Solanum lycopersicum (іноді класифікують як Lycopersicon lycopersicum)
- Картопля, Solanum tuberosum
- Баклажан, Solanum melongena

Індійський генетик Mankombu Sambasivan Swaminathan в 1952 році отримав ступінь доктора філософії (PhD) за дисертацію «Диференціації видів, і природа поліплоїдії у деяких видів роду Solanum — розділ Tuberarium». Його роботи представили нову концепцію відносин у бульбових видів роду Паслін. Відомо до 180 різноманітних бульбових видів рослин роду Паслін.

## Поширення
Рід Паслін поширений в усьому світі, за винятком областей поблизу Північного полюса. Види зосереджені в основному в Андах, в Північній Америці та Мексиці, Центральній Америці, на сході Бразилії, в Карибському басейні, Австралії, Африці й на Мадагаскарі. Представники роду Паслін адаптувалися до великої кількості різних місць проживання. Вони ростуть на висотах від 0 до 4500 м, у тому числі в областях з екстремальними умовами навколишнього середовища, таких як пустелі й тропічні ліси.

## Класифікація
Рід містить близько 1500 видів.

### Окремі види

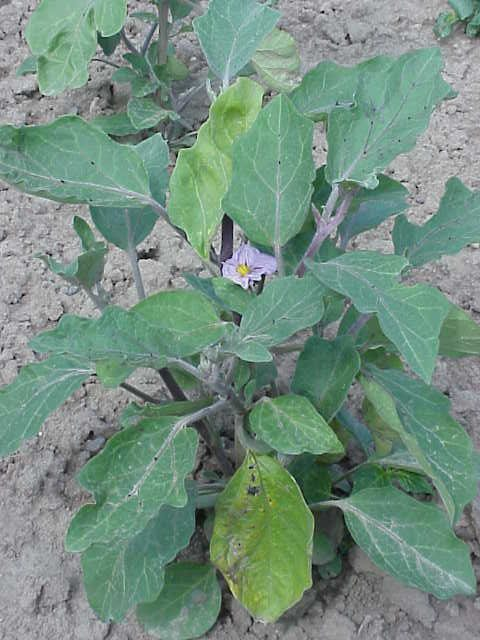
Баклажан (Solanum melongena)

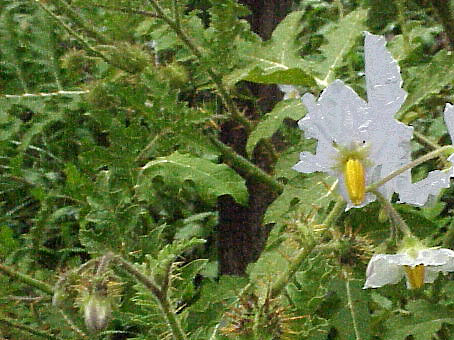
Паслін (Solanum sisymbriifolium)

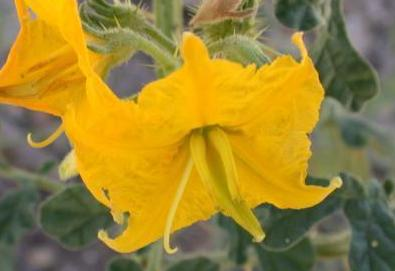
Квітка Solanum rostratum

- S. aculeastrum
- S. adscendens
- S. aethiopicum
- S. americanum
- S. arcanum
- S. aviculare
- S. bahamense
- S. bulbocastanum
- S. burbankii
- S. campechiense
- S. capsicastrum
- S. capsicoides
- S. cardiophyllum
- S. caripense
- S. carolinense
- S. centrale
- S. cheesmaniae
- S. chenopodioides
- S. citrullifolium
- S. cleistogamum
- S. clokeyi

- S. commersonii
- S. conocarpum
- S. crispum
- S. davisensen
- S. demissum
- S. dimidiatum
- S. diphyllum
- S. donianum
- S. douglasii
- S. drymophilum
- S. dulcamara — Паслін солодко-гіркий
- S. elaeagnifolium
- S. ellipticum
- S. erianthum
- S. fendleri
- S. ferox
- S. furcatum
- S. galapagense
- S. gayanum
- S. gilo
- S. glaucum
- S. glaucophyllum
- S. gracilius

- S. haleakalense
- S. heterodoxum
- S. hindsianum
- S. huaylasense
- S. hyporhodium — синонім S. sessiliflorum
- S. imcompletum
- S. incanum
- S. incompletum
- S. integrifolium
- S. interius
- S. jamaicense
- S. jamesii
- S. jasminoides
- S. khasianum
- S. lanceifolium
- S. lanceolatum
- S. leptosepalum
- S. linnaeanum
- S. lumholtzianum
- S. lycocarpum
- S. lycopersicoides
- S. lycopersicum (syn. Lycopersicon lycopersicum) — помідор

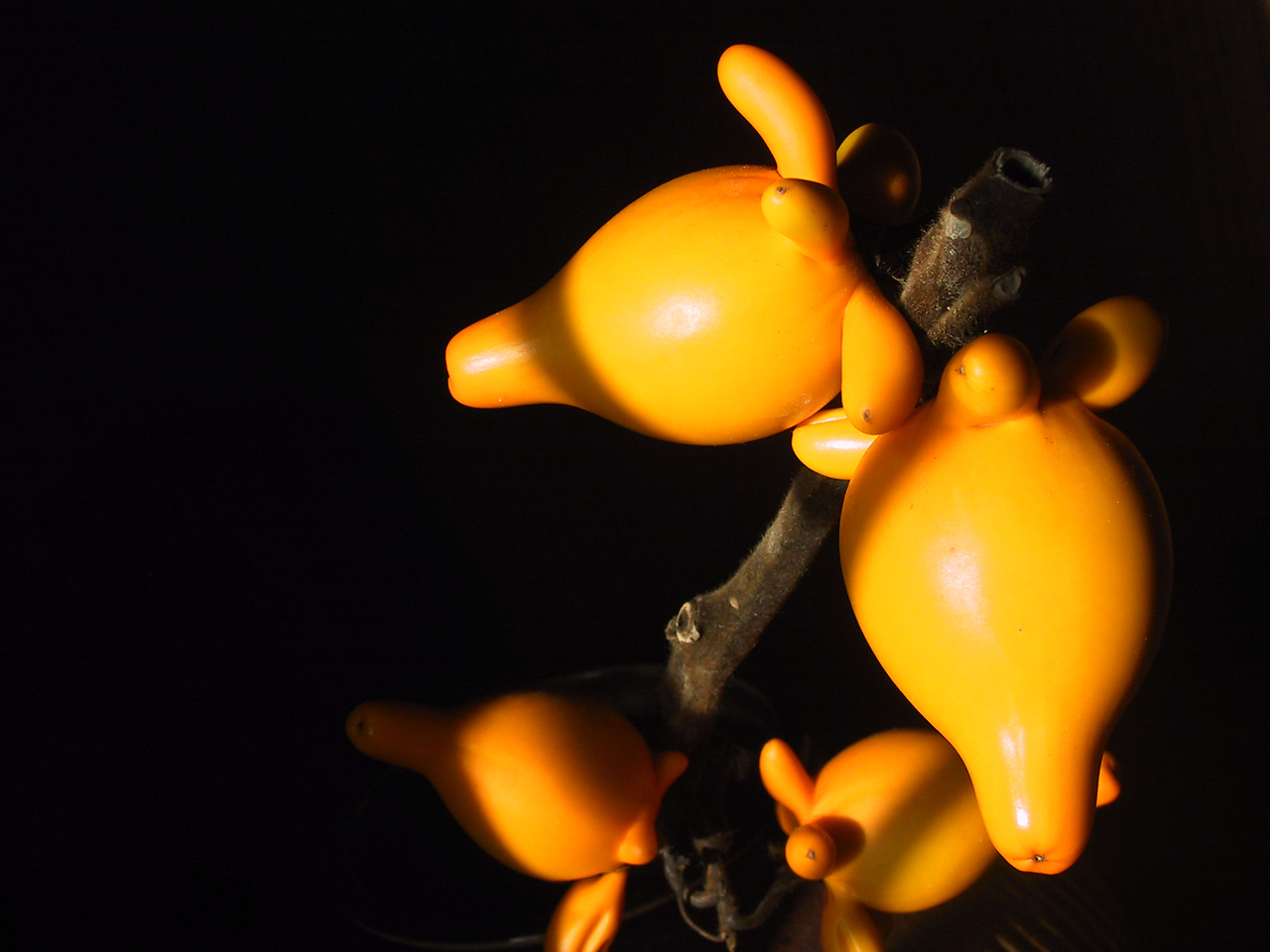
Solanum mammosum

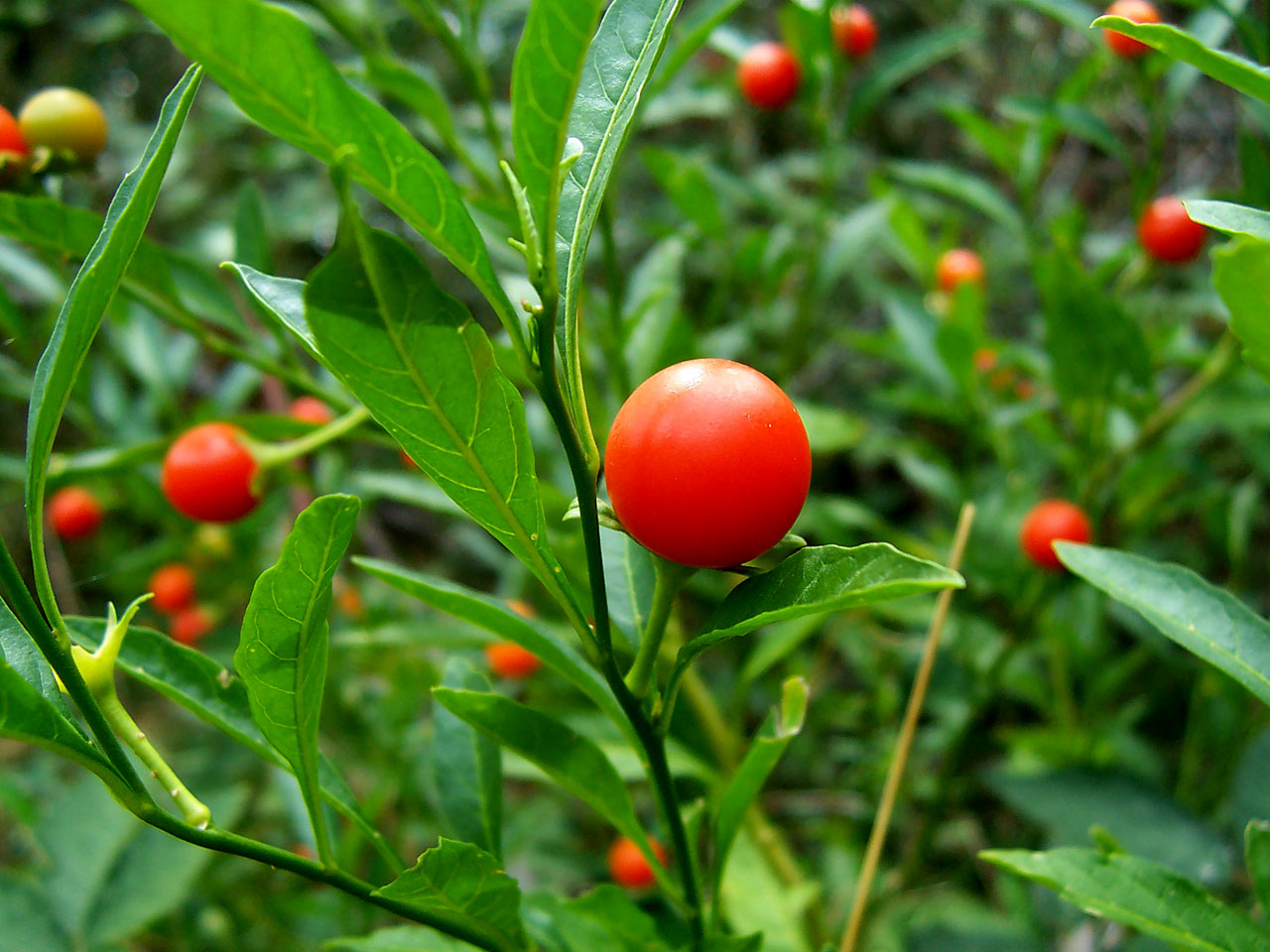
Плоди Solanum pseudocapsicum

- S. macrocarpon

- S. mammosum
- S. marginatum
- S. mauritianum
- S. melanocerasum
- S. melongena — баклажан
- S. mucronatum
- S. muricatum
- S. nelsonii
- S. nigrescens
- S. nigrum — паслін чорний
- S. nudum
- S. parishii
- S. pericifolium
- S. persicifolium
- S. peruvianum
- S. phureja
- S. physalifolium
- S. pimpinellifolium
- S. pinnatisectum
- S. polygamum —

- S. pseudocapsicum
- S. pseudogracile
- S. ptycanthum
- S. pyracanthum — Паслін червоно-колючковий
- S. pyrifolium
- S. quitoense — Наранхіла
- S. racemosum
- S. riedlei
- S. robustum

- S. rostratum — Паслін колючий
- S. rugosum
- S. sandwicense
- S. sarrachoides
- S. seaforthianum
- S. sessiliflorum
- S. sisymbrifolium
- S. surattense
- S. tampicense
- S. tenuilobatum
- S. tenuipes
- S. torvum
- S. triflorum
- S. triquetrum — Texas nightshade
- S. tuberosum — картопля
- S. umbelliferum
- S. viarum
- S. villosum
- S. viride
- S. wallacei
- S. wendlandii
- S. woodburyi
- S. xanthi
- S. xanti